# You Made Me Realise
You Made Me Realise è il settimo EP del gruppo musicale irlandese My Bloody Valentine, pubblicato nel 1988 dalla Creation Records.
È il primo lavoro della band pubblicato per questa etichetta discografica. Per il brano You Made Me Realise, venne realizzato un videoclip.  La band è solita chiudere i concerti suonando l'accordo distorto della parte centrale del brano You Made Me Realise per molto tempo, anche mezz'ora.

## Tracce
Tutti i brani sono di Kevin Shields, eccetto dove indicato.
1. You Made Me Realise - 3:46
2. Slow - 3:11
3. Thorn - 3:36
4. Cigarette In Your Bed - 3:29
5. Drive It All Over Me - 3:04 (Shields/Bilinda Butcher/Colm Ó Cíosóig)

## Formazione
- Kevin Shields - chitarra, voce
- Bilinda Butcher - chitarra, voce
- Colm Ó Cíosóig - batteria
- Debbie Googe - basso